# Мужчине живётся трудно. Фильм 22: Слухи о Торадзиро
«Мужчине живётся трудно. Фильм 22: Слухи о Торадзиро» (яп. 男はつらいよ　噂の寅次郎, Отоко-ва цурай ё: уваса-но торадзиро; англ. Talk of the Town Tora-san (Tora-san 22) — японская комедия режиссёра Ёдзи Ямады, вышедшая на экраны в 1978 году. 22-й фильм популярного в Японии киносериала о комичных злоключениях незадачливого чудака Торадзиро Курума, или по-простому Тора-сана. По результатам проката фильм посмотрели 1 млн. 915 тыс. японских зрителей. В данной серии в третий, и в последний раз в этом популярном сериале выступил в качестве приглашённой звезды актёр Такаси Симура, известный зрителям прежде всего по фильмам Акиры Куросавы «Жить» (1952) и «Семь самураев» (1954). Впервые объект любовного интереса Тора-сана воплотила на экране актриса Рэйко Оохара, которая шесть лет спустя появится ещё в одном фильме этого сериала «Мужчине живётся трудно. Фильм 34: Истинный путь Торадзиро».

## Сюжет
Ошибочно полагая, что Умэтаро (начальник его зятя Хироси), планирует покончить жизнь самоубийством, Тора-сан пытается помешать ему. После того как Тора-сан повздорил с Умэтаро из-за этого инцидента, наш незадачливый герой вновь подался в странствия по стране. Во время своих скитаний он встречает молодую женщину Хитоми и старика Суву (отца Хироси), который продолжает вздыхать о своей скучной стариковской жизни. Сува советует Тора-сану читать больше басен древних времён и размышлять о своей собственной жизни. Когда Торадзиро возвращается домой к дяде Тацудзо, тёте Цунэ и сестре Сакуре, он делится своим опытом со всей семьёй и говорит о своём желании обратиться к религии. Однако, как это часто случается с непредсказуемым и взбалмошным героем, он быстро забывает о своём пути в религию, лишь только завидев новую сотрудницу их семейного магазина Санаэ. Она в безвыходном положении, ибо желает развестись со своим мужем. Находчивый и вновь влюблённый Тора-сан берётся помочь ей, однако всё заканчивается как обычно, увы, плачевно для нашего героя.

## В ролях
- Киёси Ацуми — Торадзиро Курума (или Тора-сан)
- Тиэко Байсё — Сакура, сестра Торадзиро
- Рэйко Оохара — Санаэ Аракава
- Такаси Симура — отец Хироси
- Масами Симодзё — Тацудзо Курума, дядя Тора-сана
- Тиэко Мисаки — Цунэ Курума, тётя Тора-сана
- Гин Маэда — Хироси, муж Сакуры
- Хаято Накамура — Мицуо Сува, сын Сакуры и Хироси, племянник Тора-сана
- Хисао Дадзай — Умэтаро, босс Хироси
- Гадзиро Сато — Гэнко
- Тисю Рю — Годзэн-сама, буддистский священник
- Пинко Идзуми — Хитоми
- Хидэо Мурота — Хадзимэ Соэда

## Премьеры
- — национальная премьера фильма состоялась 27 декабря 1978 года в Токио[1].
- — премьера в США — 28 сентября 1979 года[3].

## Награды и номинации
Премия Японской киноакадемии
- 2-я церемония вручения премии (1979)[4]

Номинации:
- лучший режиссёр — Ёдзи Ямада (ex aequo: «Мужчине живётся трудно. Фильм 21: Торадзиро шагает по своему пути»)
- лучший актёр — Киёси Ацуми (ex aequo: «Мужчине живётся трудно. Фильм 21: Торадзиро шагает по своему пути»)

- Премия журнала «Кинэма Дзюмпо» (1980)

- Фильм выдвигался на премию «Кинэма Дзюмпо» в номинации за лучший фильм 1979 года, однако по результатам голосования занял лишь 19-е место.